# Piper caldense
Piper caldense är en pepparväxtart som beskrevs av C. Dc.. Piper caldense ingår i släktet Piper och familjen pepparväxter. Inga underarter finns listade i Catalogue of Life.